# Цзяцин
Айсиньгьоро Юнъянь (кит. 爱新觉罗 永琰; 1760—1820) — седьмой маньчжурский император государства Цин, правил под девизом «Цзяцин» (Прекрасное и радостное) (嘉慶). Пятнадцатый сын Айсиньгьоро Хунли, правившего под девизом «Цяньлун».

## Первые годы правления
В феврале 1796 года, на шестидесятом году своего правления, в возрасте 85 лет император Хунли отрёкся от престола и передал власть своему пятнадцатому сыну Юнъяню. Новый император получил вместе с троном в наследство от отца и его всемогущего фаворита Хэшэня. Не желая огорчать престарелого Хунли, Юнъянь был вынужден терпеть его любимца. Хэшэнь ещё в течение трёх лет — вплоть до смерти экс-императора в 1799 году — сохранял в своих руках управление всеми делами государства.
Смена власти совпала с началом крестьянской войны, организованной подпольной буддийской сектой «Учение Белого лотоса» («Байляньцзяо»). В феврале 1796 года под эгидой секты произошло восстание в двух северных уездах провинции Хубэй, перекинувшееся затем в её западные и центральные районы. Это послужило началом длившейся восемь лет Крестьянской войны. Восстание в провинции Хубэй быстро расширялось, оно перекинулось и в провинции Сычуань и Шэньси. Почувствовав свою силу, руководители крестьянской войны на первом этапе стремились овладеть городами. Захватив более десяти городов и укрепив их, они перешли к оборонительной тактике. Бои за города против превосходящих сил противника приводили к истощению сил повстанцев, к большим потерям и неудачам. Тогда повстанцы отказались от захвата городов, и от оборонительной тактики перешли к «подвижной войне» в сельских районах.
В правительственном лагере нарастал кризис. В условиях господства клики Хэшэня усилилось разложение госаппарата, деградация «восьмизнамённых войск», падение их боеспособности. Из-за казнокрадства чиновников и коррупции командного состава солдатам месяцами не платили жалованья и по многу дней не выдавали паёк. Солдаты грабили население и чинили произвол. Военачальники и офицеры думали лишь о своей выгоде. У руководства военными операциями стояли выдвиженцы Хэшэня. Их отличали безынициативность, медлительность, бездарность, страх перед повстанцами, корыстолюбие и жестокость в отношении мирного населения.

## Устранение Хэшэня и подавление восстания «Белого лотоса»
В 1799 году, после смерти Хунли, Юнъянь поспешил разделаться с ненавистным временщиком Хэшэнем. Тот был арестован, судим и казнён (принуждением к самоубийству), а его несметные богатства конфискованы. Их львиную долю забрал себе император. Наиболее злостные и бездарные ставленники Хэшэня потеряли свои посты, теперь к руководству войсками, сражавшимися против повстанцев «Белого лотоса», пришли новые, способные военачальники. Верховным главнокомандующим в 1799 году был назначен искусный полководец и стратег монгол Элэдэнбао, а командующим войсками в Ганьсу — Наяньчэн (оба они участвовали в подавлении восстания племён мяо в Юго-Западном Китае), военными действиями в Шэньси руководил Ян Юйчунь из войск «зелёного знамени». Всё это значительно укрепило цинский лагерь. Однако последние отряды сектантов были уничтожены только осенью 1804 года.
Крестьянская война 1796—1804 годов потребовала от правительства колоссального напряжения сил. Подавление повстанцев обошлось казне в 200 миллионов лянов серебра. В эту войну были втянуты миллионы людей. По окончании военных действий на Северо-Западе скопились многочисленные иррегулярные силы, получившие помимо оружия ещё и боевой опыт. Это были «сельское ополчение» (сянъюн) и набранные на время ударные части добровольцев (юнбин), в рядах которых было много деревенской бедноты и деклассированных элементов. Привыкшие за время борьбы с повстанцами к «лёгкой жизни», грабежам, насилию и ношению оружия, многие из них не хотели возвращаться к труду. Когда, покончив с «бандитами-сектантами», правительство объявило в 1805 году демобилизацию, иррегулярные части в Шэньси и Сычуани подняли бунт. К ним примкнули новобранцы «войск зелёного знамени», протестовавшие против плохого снабжения. Чтобы сбить социальную напряжённость, власти стали раздавать бедноте участки пахотной земли и целины из казённого фонда. Лишь к осени 1805 года положение в этих провинциях стабилизировалось. Несмотря на военную победу, цинский режим из кровавой эпопеи 1796—1804 годов вышел не окрепшим, а ослабленным.

## Китай в периодНаполеоновских войн
В начале XIX века территория и прибрежные воды Китая стали полем борьбы Англии с Францией и её союзниками. Постепенно захватывая колонии своих противников, Лондон вознамерился руками Ост-Индской компании отнять Макао у Португалии, попавшей с 1801 года под эгиду Наполеона. Когда весной 1802 года английская эскадра подошла к Макао, местные португальские власти обратились за помощью в Пекин. Здесь они встретили своеобразное понимание, ибо маньчжурские императоры считали португальцев Макао своими «данниками». Боясь, что в случае военных действий цинское правительство прекратит торговлю с компанией в Гуанчжоу, англичане в мае 1802 года вывели свою эскадру из китайских вод. В обмен на мирное содействие императора Юнъяня власти Макао письменно обязались не допускать в колонию войска третьих стран.
Вторую попытку захвата Макао Англия предприняла в сентябре 1808 года. Несмотря на решительный запрет властей, на территории наместничества Лянгуан (в которое входили территории провинций Гуандун и Гуанси) был высажен английский десант. На этот раз реакция Китая была энергичней. В октябре цинские власти прекратили морскую торговлю в Гуанчжоу, а затем приказали всем китайцам — слугам, переводчикам и компрадорам английской фактории — покинуть её пределы. Торговый бойкот вынудил контр-адмирала У. Друри в декабре вернуть солдат на суда и уйти в море, после чего власти Лянгуана разрешили возобновить торговлю с «английскими варварами».
В период наполеоновских войн Российская империя стремилась активизировать экономические и дипломатические связи с Китаем. В начале 1806 года в Ургу прибыло посольство графа Ю. А. Головкина для дальнейшего следования в Пекин. Цинские помощники наместника в Урге и маньчжурский двор своими требованиями к послу исполнить унизительный обряд коутоу (троекратного коленопреклонения с земным поклоном) сорвали переговоры и вынудили Головкина вернуться в Россию. Столь же неудачной оказалась попытка морской экспедиции И. Ф. Крузенштерна и Ю. Ф. Лисянского в конце 1805 года завязать русскую торговлю в Гуанчжоу.
К установлению регулярных дипломатических отношений с Пекином и «открытию» китайского рынка для британской коммерции стремился и Лондон, втянутый к этому времени в войну с США (1812—1814). Отголоском этой войны стал в 1814 году захват коммерческого корабля США британским фрегатом в устье реки Сицзян. Представитель Ост-Индской компании проигнорировал требование властей Лянгуана удалить фрегат из китайских вод. В ответ на это была прекращена торговля с англичанами в Гуанчжоу с апреля по декабрь, то есть до тех пор, пока военный корабль не покинул берега Срединной империи.
События 1802, 1808 и 1814 годов создали у цинского правительства превратное представление о безотказном действии запрета на торговлю как универсального средства «усмирения заморских варваров». Соответственно, укрепились иллюзии относительно всемогущества Цинской империи и богдохана, чьё одно повеление может привести «заморских чертей» к повиновению и трепету.
Между тем английское правительство не теряло надежды на мирное «открытие» китайского рынка. Новое посольство, отплывшее в Китай, возглавил дипломат лорд Амхерст. Его главной задачей стало учреждение в Пекине постоянного английского представительства. Прибыв осенью 1816 года в Тяньцзинь, Амхерст был встречен как посланник из обычного «варварского государства» — «данника» богдохана. В столице, а затем в загородной императорской резиденции Юаньминъюане от посла потребовали исполнения традиционной унизительной церемонии коутоу. Попытка Амхерста под любым предлогом избежать троекратного вставания на колени вызывала гнев Юнъяня. Император приказал выдворить посольство из Китая и предложил английскому правительству больше не присылать своих послов.

## Народная борьба
После поражения Крестьянской войны 1796—1804 годов внутренний мир в империи не наступил. В провинциях Хунань и Гуйчжоу в 1801 году вспыхнуло восстание мяо, окончательно подавленное лишь в 1806 году. В 1802—1803 годах за оружие взялась беднота области Хуэйчжоу провинции Гуандун, объединённая тайным «Обществом неба и земли» («Триада»). В 1805 году одно из ответвлений «Белого лотоса» подняло восстание в провинции Шэньси, в 1807 году примеру повстанцев последовала другая секта.
Всё нараставшее сопротивление цинской власти стала оказывать разбойная вольница Южно-Китайского и Восточно-Китайского морей. Пиратская война длилась десять лет (1800—1810), уничтожить пиратские корабли удалось лишь совместными действиями эскадры наместника Лянгуана и флотилией правивших северным Вьетнамом Нгуенов.
В 1813 году началось восстание секты «Небесного разума» 天理教 (также называемое восстание Восьми Триграмм) — ещё одного из ответвлений «Белого лотоса». Часть восставших, воспользовавшись поддержкой евнухов, сумела даже ворваться в императорский дворец в столице, однако мятеж был отражён благодаря активному участию принца Мяньнина (будущий император Даогуан). К концу 1814 года и это восстание было подавлено.

## Борьба правительства с контрабандной торговлей опиумом
Китай не нуждался в товарах из внешнего мира, и европейским торговцам приходилось расплачиваться за китайские товары серебром. Однако с конца XVIII века английская Ост-Индская компания начала контрабандой ввозить в Китай из Индии опиум (несмотря на то, что даже по английским законам торговля наркотиками являлась преступлением). С 1800 по 1819 год ежегодно ввозилось свыше 4 тысяч ящиков опиума, каждый весом в 60 кг. В результате контрабандного ввоза опиума серебро теперь стало не притекать в Китай, а утекать за море. Массовый отлив серебра за рубеж создал растущий дефицит ляновых отливок и, соответственно, повышение их цены в медной монете, то есть «деньгах простонародья». Прежде всего это коснулось Южного Китая, затем наступил черёд центральных провинций, а с 1810 года и Северного Китая.
Явные признаки расстройства денежной системы и рост опиумокурения заставили императора Юнъяня в 1796 году особым указом запретить не только внутреннюю торговлю этим наркотиком, но и сам ввоз его в пределы империи. Поскольку официальный запрет не дал ожидаемых результатов, в 1800 году последовал новый указ аналогичного содержания, но столь же неэффективный.
Бороться с опиумной торговлей методами официальной дипломатии было невозможно. Формально Ост-Индская компания не ввозила опиум ни в одну из стран и сама не вывозила его из Индии, но зато широко продавала бенгальский опиум частным торговцам. Не желая открытого столкновения с Пекином, она вновь «запретила» в 1816 году своим служащим и индийским купцам, получившим от компании разрешение на торговлю в Гуанчжоу, заниматься опиумоторговлей. Успокоив цинские власти этой формальной акцией, компания увеличила посевы мака в Бенгалии и, соответственно, продажу наркотика частным коммерсантам в Индии.
В 1817 году цинское правительство, издав очередной закон, запрещающий импорт опиума в Срединную империю, потребовало от Ост-Индской компании права досмотра грузов на её кораблях, а от их владельцев — предоставления письменного обязательства не заниматься опиумной контрабандой. Компания проигнорировала эти требования и ввела в устье реки Сицзян военный корабль для устрашения гуандунских властей.